# Lophoptera albilinea
Lophoptera albilinea är en fjärilsart som beskrevs av W. Warren 1914. Lophoptera albilinea ingår i släktet Lophoptera och familjen nattflyn. Inga underarter finns listade i Catalogue of Life.